# Paula Anke
Paula Anke (* 1961 in Berlin als Anke Martina Gentner) ist eine deutsch-französische Künstlerin. Sie lebt und arbeitet in Berlin und in Le Vigan (Gard), Frankreich.

## Leben
Paula Anke verbrachte ihre Kindheit hauptsächlich in West-Berlin und Pennsylvania. Paula Anke war von der Theaterwelt begeistert und volontierte von 1980 bis 1982 in der Schaubühne am Lehniner Platz bei Moidele Bickel. Nach Aufenthalten in der Internationalen Sommerakademie für Bildende Kunst Salzburg in der Klasse von Gieselbert Hoke, entschied sie sich jedoch 1985 für das Studium der freien Malerei an der Ecole de Recherche Graphique in Brüssel. 1986 wechselte sie nach Paris und Perpignan, wo sie bis 1990 die Haute École d'Art de Perpignan bei der Textil-Bildhauerin Jeanne Gerardin besuchte.
Nach dem Diplom kehrte die Künstlerin in das freie Berlin zurück. Von 1990 bis 1994 realisierte sie mit der Galeristin Jutta Burkhardt-Geißel unter dem Titel „Académie du Château“ deutsch-französische Künstlertreffen auf Schloss Hardenberg und Schloss Trebnitz mit bildenden Künstlern aus dem Land Brandenburg und dem Languedoc-Roussillon. 1992 ließ sie sich in Montpellier und den nahen Cevennen nieder, wo sie mit dem Metallkünstler Paul Duc eine eigene Stätte für Künstlertreffen und Residenzen eröffnete, das Mas de Vezenobres.
Von 1994 bis 2014 zeichnete sie verantwortlich für die Galerie des Kunstvereins Paquita Nemo in Le Vigan und inszenierte Gruppenausstellungen mit Künstlern wie André Pierre Arnal, Jeanne Gerardin, Stephane Rivoal, Aydé Rouvière, Julien Buissou, Romain Duverne, Laurent Melin, Gilles Olry, Sarah Patroni, Olivier Chevalier, Hélène Picard, Bernard Jouanne, Jeanne Caro, Pierre Baey, Alain Platet, Laurent Dubé, Walter Barrientos, Nadine Cabarrot, Anne Bernasconi.
Nach der Gründung der Alexander und Renta Camaro Stiftung kehrte Paula Anke wieder regelmäßig nach Berlin zurück. 2010 beteiligte sie sich an der, Gestaltung der Stiftungsräume mit Paul Duc und kuratorische Leitung bis 2014. Seit 2018 ist Paula Anke Mitglied des Vereins Berliner Künstlerinnen 1867 e.V. Seit 2019 ist sie als künstlerische Leitung in der Camaro Stiftung tätig und führt dort die nachhaltige Heranführung von Kindern an die künstlerische Praxis ein.

## Werk

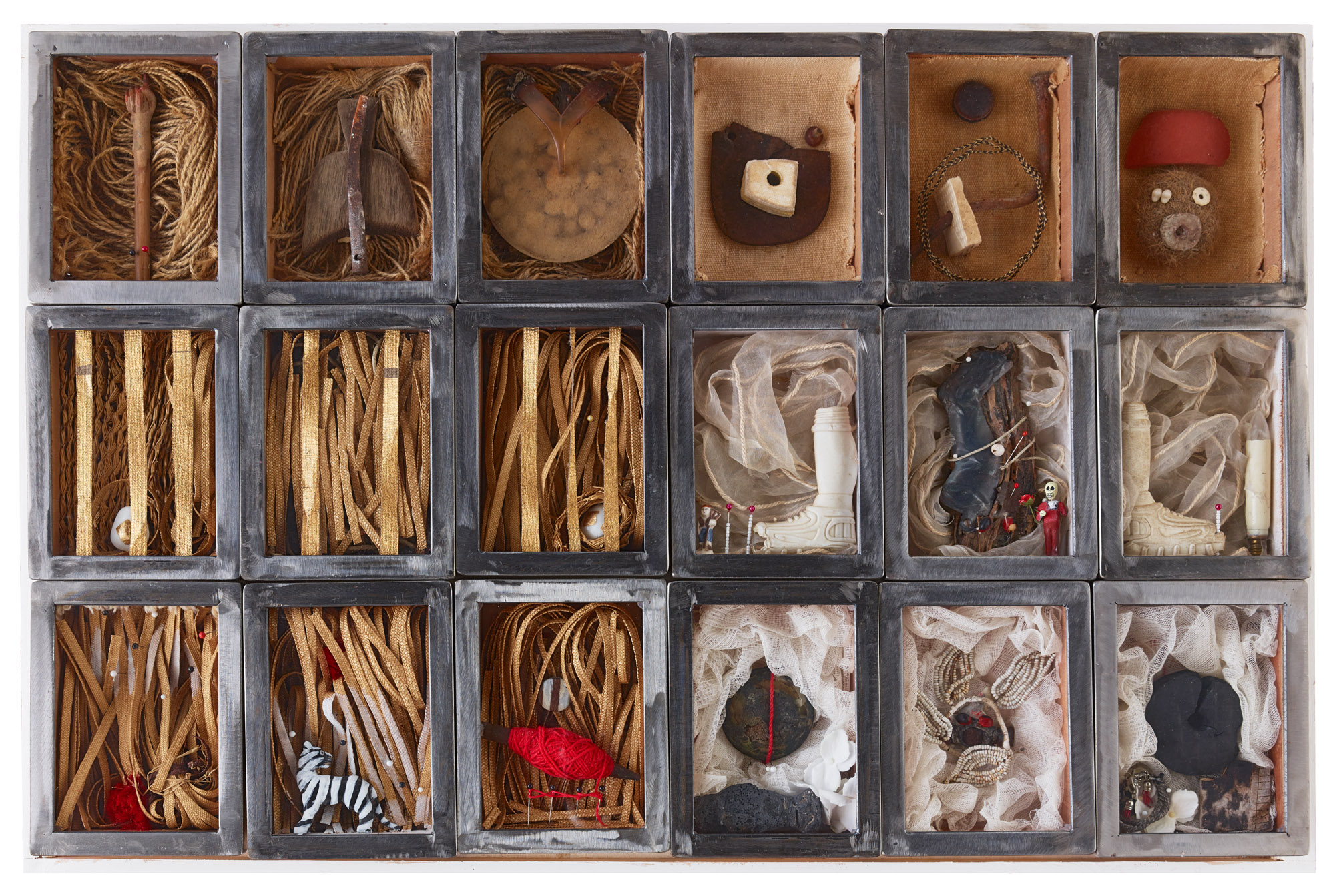
Paula Anke, Grand Collecteur de mémoire II, 2006

Paula Ankes vielseitiges Werk umfasst die Techniken der Malerei und Wandmalerei, Enkaustik, Palimpsest-artige Papiercollagen, Assemblage, Installationen, Textile Objekte, Kostüme, Video, Fotografie, Urban Art, Social Art, Land Art. Besonders der Einfluss des Dadaismus und Künstler wie Joseph Cornell, Christian Boltanski und Cy Twombly spiegelt sich in ihrem Werk wider. Durch ihre Mutter, die Malerin Margot Trierweiler, kam sie mit der Bauhaus-Lehre in Berührung, sie beschäftigte sich mit der Rolle der Poesie im bildnerischen Werk und stand in künstlerischem Austausch mit Alexander Camaro.
Während des Studiums setzte sie sich mit der magischen Komponente des „Objet trouvé“ und der „Pataphysique“ auseinander. Ihre Diplomarbeit hatte den Titel „Autel de la fécondité extra-conjugale“ (zu deutsch: „Altar der außerehelichen Fruchtbarkeit“) und war ein Zelt aus Kuhhäuten mit einem fiktiven Altar. Der dadurch hervorgerufene hochschulinterne Skandal konnte nur durch ihre Professorin Jeanne Gerardin beruhigt werden. Sie drohte zu kündigen, falls die männliche Mehrheit der Professoren Paula Anke das Diplom verweigerten.
Von 1990 bis 2010 entwickelte Anke ein breites Werk, das neben Atelierarbeiten auf Holz, Papier und Leinwand auch interdisziplinäre Projekte umfasste, darunter Videokunst, partizipative Kunstformen mit Tanz und Bildender Kunst sowie thematische Auseinandersetzungen mit dem Zirkus als Urform aller Künste. Zudem realisierte sie zielgruppenorientierte Kunstprojekte, etwa für Psychologen im Bereich der Jugendkriminalität.
Seit 2005 beeinflussen Ankes Reisen zu den Vodou-Stätten Benins ihre künstlerische Praxis. Sie interessiert sich dort für den besonderen künstlerischen Ausdruck der sozial motivierten Rituale. In diesem Kontext entstanden mittels gefundener Objekte und Materialien die Serien „Collecteurs de mémoires“, in denen sie afro-europäische Wechselbeziehungen thematisiert.
Seit 2016 arbeitet Paula Anke an dem Heer der Schattenamazonen „Les Amazones de l'ombre“. „Wenn sich diese Armee, die noch im Schatten steht, vollständig versammelt, werden sie 300 Amazonen sein. Heldinnen des Alltags, eröffnen sie eine universelle Sicht auf die Rolle der Frau“, sagt Rachel Amalric, Museumsdirektorin des Musée Henri Martin, Cahors.
2017 realisierte Anke gemeinsam mit Paul Duc eine Auftragsarbeit für die Ausstellung „Que reste-t-il?. Paula Anke und Taus Makasheva“ für Les Abbatoirs, Fonds régional d’art contemporain, Toulouse. In der raumfüllenden Installation zum Thema Exil findet sich der Betrachter in einem System von Korridoren wieder, die er durchschreitet, um sich schließlich selbst in der Rolle des Exilanten gespiegelt zu finden.

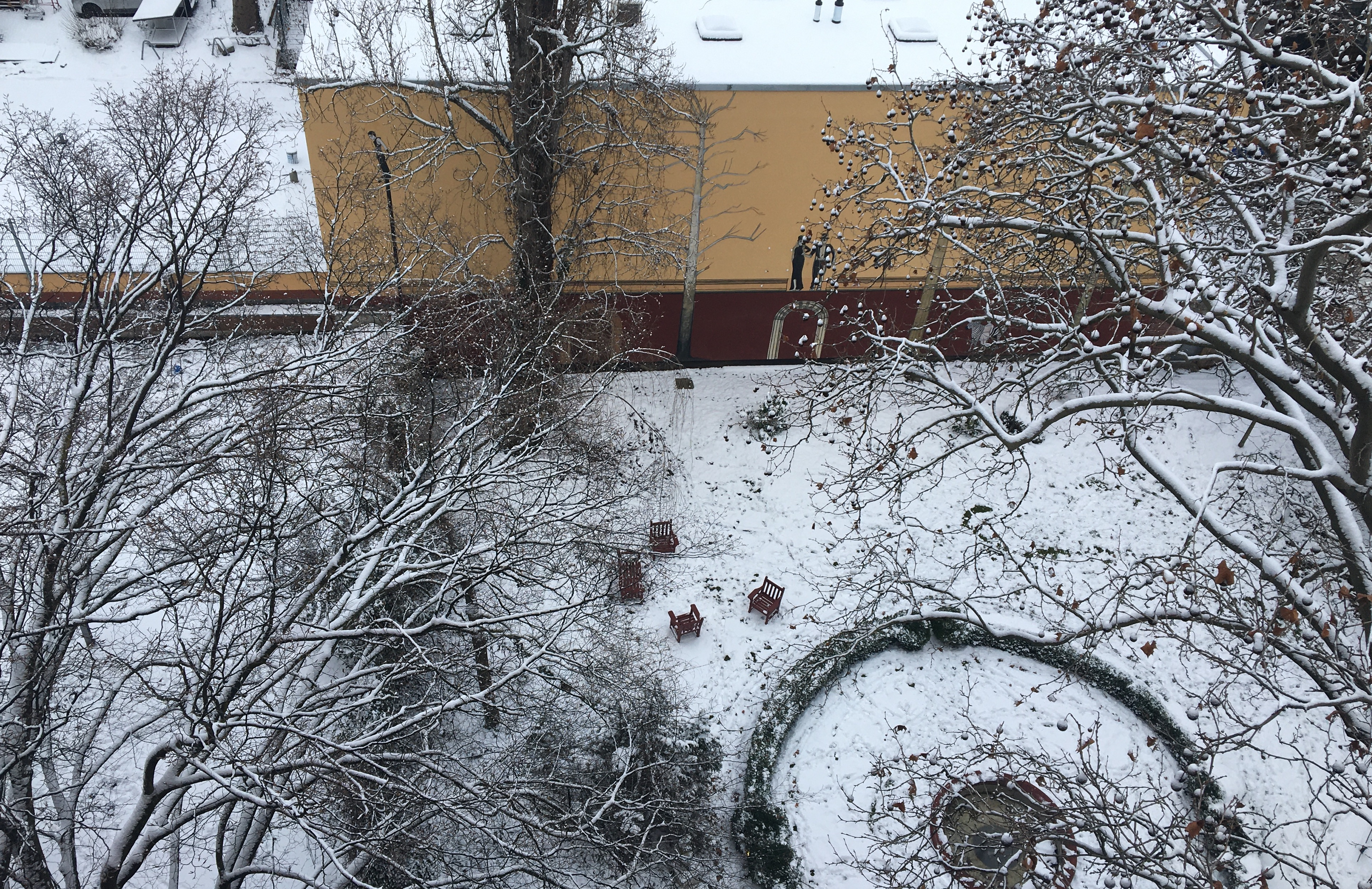
Wandbild von Paula Anke im Hinterhof der Alexander und Renata Camaro Stiftung, Berlin

Zwischen 2018 und 2024 entwickelte sie mit dem Team der Filature du Mazel in Valleraugue das Land-Art-Festival „Les Balcons de l'Aigoual“ auf dem Mont Aigoual. 2020–2022 realisierte sie ein großflächiges Wandbild (20 × 30 m) für den Park der Camaro-Stiftung in Berlin und schuf ersten Kostüme der „Amazones-Grandeur nature“ für den Ball der Künstlerinnen 2022, in der Alexander und Renata Camaro Stiftung.
Seit 2023/24 kehrt Paula Anke verstärkt zur Malerei zurück.

## Ausstellungen (Auswahl)
- 1990–1993: Galerie Cocon-Geißel, Berlin, und Galerie Bremer bei Rudolf van der Lak, Berlin
- 2014: Zwischenräume. Paula Anke zu Gast bei AJLART, AJLART, Berlin
- 2014: Les forces d’attraction, LES SALAISONS, Romainville, Frankreich
- 2015: Chip Chop, Centre d'Art la Fenêtre, Montpellier, Frankreich
- 2016: FESTIVAL SCÈNES OUVERTES À L’INSOLITE, Théâtre des arts de la marionnette und Théâtre aux Mains Nues, Paris
- 2017: Fortsetzung jetzt! 150 Jahre Verein der Berliner Künstlerinnen 1867, VdBK 1867 e.V., Zitadelle Berlin, Berlin
- 2018: PARCOURS LAND-ART, Künstlerische Leitung, Les Balcons de l’Aigoual, Frankreich
- 2019: AMAZONES DE L’OMBRE, ECAM Théâtre, Le Kremlin-Bicêtre, Frankreich
- 2019: QUE RESTE-T-IL?, Paula Anke, Taus Makhacheva, Daniel Andújar, Musée Château d’Assas, Le Vigan, Frankreich und Musée Cévenol, Les Abbatoirs, FRAC, Occitanie, Toulouse, Frankreich
- 2019: PARCOURS LAND-ART 2e éd. Les Balcons de l’Aigoual, Künstlerische Leitung für La Filature du Mazel, Valleraugue, Occitanie
- 2022: Troubled nature, VdBK 1867 e.V., Haus Kunst Mitte, Berlin
- 2023: GEDANKEN SPIELEN VERSTECKEN, EHPRA, Haus Kunst Mitte, Berlin
- 2023: La tenue d’Ève. Paula Anke et Karen LaMonte, Musée Henri-Martin, Cahors, Quercy, Frankreich
- 2023: Die Wunderkammer der Anderen – Le Cabinet de Curiosités des Autres, Projektraum VdBK 1867 e.V., Berlin

## Diverses: Auszeichnungen, Werke in Sammlungen

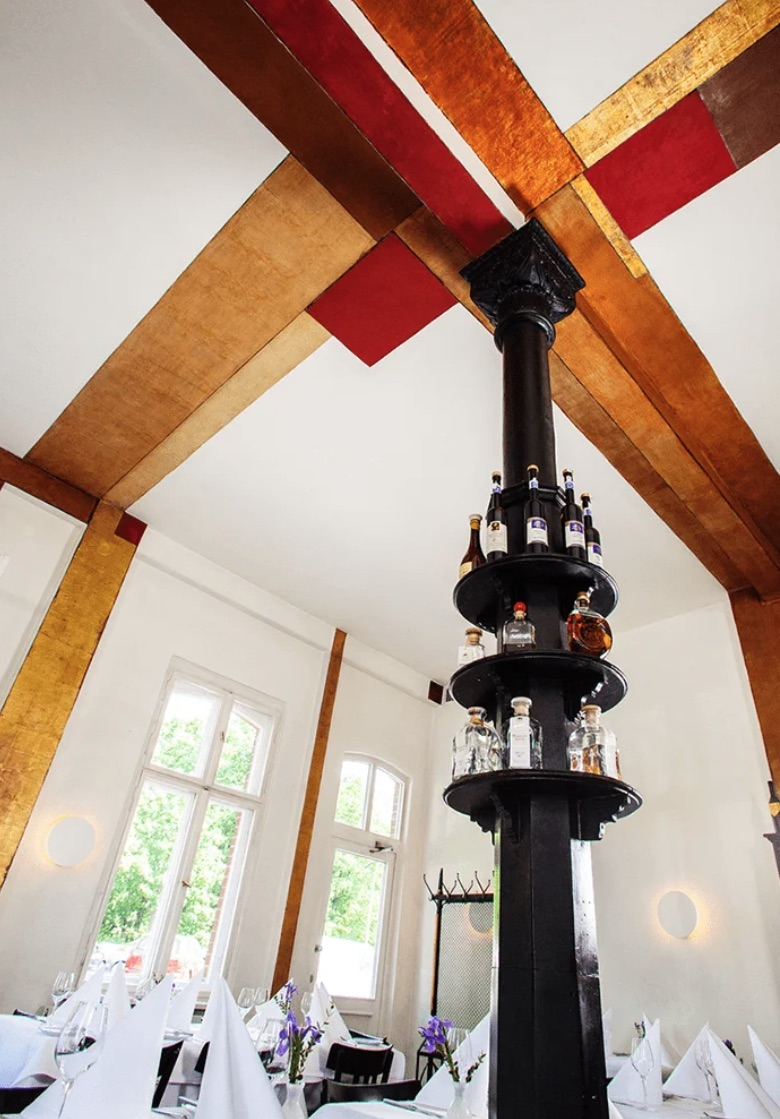
Deckenmalerei von Paula Anke im Restaurant Paris-Moskau, Berlin

- 1980: Nationaler Jugendpreis für Skulptur, Pennsylvania, USA
- 1984: Gestaltung der heute fast unveränderten Innenräume des Berliner Lokals Paris-Moskau
- 1991: Postgraduierten Stipendium an der Hochschule der Künste Berlin (heute Universität der Künste Berlin)
- 2009: Auftragsarbeit Wandbild, Faculté des Sciences in Montpellier Place Valmy
- 2020: Auftragsarbeit „Collecteur de Memoire“ für die Sammlung des Musée de Millau, Occitanie
- 2024: Aufnahme des Triptychons: Tongx N°III: „Grand-Bleu/noir-blanc-orange/bleu écumes“, 2012, Benin, in die Sammlung der Akademie der Bildenden Künste, Berlin